# Sinovel
Sinovel Wind Co., Ltd. — китайская компания, производитель ветрогенераторов.

## Деятельность
Заводы компании расположены в провинциях: Цзянсу, Внутренняя Монголия, Ганьсу и городе Далянь. 
В 2008 году компания построила в Китае 1400 МВт. ветрогенераторов, что составляет 22,5 % от всех установленных в этом году ветряных мощностей Китая. В 2009 году компания произвела 3510 МВт. ветрогенераторов, что составляет 25,5 % рынка Китая и 9,2 % мирового рынка.
В 2010 году компания вышла на второе место в мире по суммарной мощности, произведённого за год оборудования — 4386 МВт.

## Продукция
Sinovel производит турбины для ветрогенераторов мощностью от 1,5 МВт. до 6,0 МВт. 
В 2008 году компания установила 935 турбин мощностью 1,5 МВт.

## История
В октябре 2004 года компания представила свою первую турбину мощностью 1,5 МВт. В сентябре 2006 года подключена к электрической сети первая турбина китайского производства мощностью 1,5 МВт.
В декабре 2007 года прошли предварительную инспекцию 67 ветрогенераторов Sinovel, построенных на ветряной электростанции  Huaneng Jilin  Tongyu.
В сентябре 2008 года компания запустила свою 1000-ю турбину.
20 марта 2009 года компания запустила первый в Китае офшорный ветрогенератор мощностью 3,0 МВт. Ветрогенератор установлен в Шанхае, на офшорной электростанции  «Juwuba» мощностью 102 МВт. Ветрогенераторы будут установлены по обе стороны Большого Дунхайского моста более чем в километре от него.
23 октября 2011 года компания построила свою первую ветряную турбину мощностью 6,0 МВт.